# Episodi di R.I.S. Roma - Delitti imperfetti (seconda stagione)

Logo della seconda stagione

La seconda stagione della serie televisiva R.I.S. Roma - Delitti imperfetti è stata trasmessa in prima visione in Italia da Canale 5, dal 22 marzo 2011 al 24 maggio 2011. 
| nº | Titolo                         | Prima TV Italia |
| -- | ------------------------------ | --------------- |
| 1  | Nella quiete della vostra casa | 22 marzo 2011   |
| 2  | La Banda del Lupo              | 22 marzo 2011   |
| 3  | Sayonara                       | 29 marzo 2011   |
| 4  | Via la maschera                | 29 marzo 2011   |
| 5  | Caduta in disgrazia            | 5 aprile 2011   |
| 6  | 2012                           | 5 aprile 2011   |
| 7  | Il giorno del coniglio         | 12 aprile 2011  |
| 8  | La voce del lupo               | 12 aprile 2011  |
| 9  | Il sesto uomo                  | 19 aprile 2011  |
| 10 | Per un pugno di monete         | 19 aprile 2011  |
| 11 | Sulle orme di Stinco           | 26 aprile 2011  |
| 12 | Il mistero della bambola       | 26 aprile 2011  |
| 13 | Ossa                           | 3 maggio 2011   |
| 14 | Lo spettacolo della crudeltà   | 3 maggio 2011   |
| 15 | Amata mia sorella              | 10 maggio 2011  |
| 16 | Vampiri a Roma                 | 10 maggio 2011  |
| 17 | Ti amo tanto                   | 17 maggio 2011  |
| 18 | Porcellini d'India             | 17 maggio 2011  |
| 19 | Fine dei giochi                | 24 maggio 2011  |
| 20 | L'ultimo azzardo               | 24 maggio 2011  |

## Nella quiete della vostra casa
- Diretto da: Francesco Miccichè
- Scritto da: Barbara Petronio e Leonardo Valenti

### Trama
Al R.I.S. si festeggia la promozione a capitano di Daniele Ghirelli, ma un'improvvisa chiamata sconvolge la squadra. Lucia Brancato e Daniele Ghirelli indagano su un nuovo caso: una banda, chiamata Banda del Lupo, che irrompe nelle ville, in questo caso una villa di una famiglia in attesa di osservare i fuochi d'artificio. Nel frattempo al R.I.S. giunge il sostituto della sottotenente Moro, il tenente Orlando Serra, il quale entra subito in azione affiancando il sottotenente Cecchi nell'indagine sul rapimento di un neonato di nome Angelo.
- Altri interpreti: Petra Faksova (Oksana Nazarenko), Valon Ratkoceri (Ruslan), Fabrizio Croci (Paolo De Micheli), Daniela Calò (moglie di De Micheli), Vanessa Scalera (madre di Angelo), Domenico Bua (Carmine Caielli), Maria Luisa De Crescenzo (figlia di De Micheli), Simone Garofalo (figlio di De Micheli), Francesco Procopio (padre di Angelo), Pina Turco (sospettata), Yulia Zhiveynova (Yulia).

## La Banda del Lupo
- Diretto da: Francesco Miccichè
- Scritto da: Barbara Petronio e Leonardo Valenti

### Trama
La Banda del Lupo non demorde e colpisce duro, con altri omicidi e rapine. Daniele Ghirelli e Flavia si occupano di un nuovo omicidio. Mentre i due vanno a recuperare il PC di una vittima della Banda, Flavia viene investita e uccisa da due componenti della banda, Lupo e Scimmia, i quali si trovavano nell'appartamento per lo stesso motivo dei due carabinieri.
- Altri interpreti: Federico Pacifici (Davide Bolognini), Carlo Cartier (Vito Zaccardo), Matteo Taranto (Max Chiana), Marco Maria Casazza (padre di Alice), Manuela Zanier (madre di Alice), Roberto Di Maio (Pierluigi Zaccardo), Susanna Giaroli (Alice Leoni), Fausto Mezzana (avvocato di Zaccardo).

## Sayonara
- Diretto da: Francesco Miccichè
- Scritto da: Paolo Marchesini

### Trama
Flavia è morta dopo essere stata investita da Lupo, e, per i componenti della squadra del R.I.S. è un duro colpo, soprattutto per Ghiro. Il giorno dei funerali, è proprio Ghiro a chiudere la cerimonia, con un commovente discorso incentrato sul ricordo dell'amica. A sostituire Flavia arriva al R.I.S. un nuovo agente, Bianca Proietti, una ragazza che faceva parte del nucleo ecologico dei carabinieri di Perugia. Entrare nei R.I.S. è sempre stato il suo sogno, anche se avrebbe preferito un'occasione diversa da quella della morte di una collega. La Banda del Lupo entra nuovamente in azione e compie una rapina nella villa dei coniugi Ravelli. I due non erano in casa, e ad avvisare i carabinieri ci hanno pensato i vicini, testimoni del fracasso causato dai ladri. La cassaforte, come nelle altre rapine, non è stata forzata, mentre il personal computer della figlia dei proprietari viene trovato acceso. Forse il sistema utilizzato dalla banda è quindi sempre lo stesso, trovare i codici di accesso e disattivare gli allarmi mediante un virus informatico.
Ma c'è anche un altro caso di cui occuparsi: quello dell'uccisione di un allenatore di nuoto, Fabio Mastrangelo, ucciso con un'arma da fuoco negli spogliatoi della piscina in cui lavorava. Sul posto arrivano Emiliano, Serra e Bianca. Mentre questi analizzano la scena del crimine, i carabinieri sentono le allieve di Mastrangelo, anche se non ci sono testimoni del fatto, accaduto mentre l'uomo era solo in piscina. Tramite la testimonianza di una delle ragazze viene individuato un giovane che il giorno prima del delitto aveva minacciato l'allenatore, reo a suo dire di aver importunato la sua ragazza. Ma presto questo ragazzo viene scagionato. Ghiro trova su internet un nuovo video della Banda del Lupo sull'ultima rapina, in cui si vede chiaramente il rapimento di Giordana, figlia dei Ravelli. I coniugi vengono quindi interrogati di nuovo, per capire perché non hanno denunciato il rapimento della figlia: così il padre è costretto ad ammettere di aver tenuto nascosto il rapimento per paura che i delinquenti potessero fare del male alla ragazza. Dal momento che non sono riusciti ad aprire la cassaforte, i rapitori hanno chiesto un riscatto di 200000 €: il signor Ravelli aveva pagato, ma della figlia non ha più avuto notizie.
Le indagini sull'omicidio di Mastrangelo prendono una piega inaspettata quando i R.I.S. trovano sull'accappatoio dell'uomo delle tracce riconducibili ai sotterranei della palestra. Recatosi sul posto vengono trovati, dentro ad un armadietto, dei costumi da bagno delle ragazzine dei corsi e foto delle allieve all'interno degli spogliatoi. Il sospetto che Mastrangelo potesse essere un pedofilo diventa certezza quando i carabinieri indagano sul passato dell'uomo. Bianca, osservando il comportamento delle mosche sugli schizzi di sangue, capisce che l'uccisore ha sparato dall'esterno di una finestra e non dal corridoio dove è stata trovata la vittima. Un secondo sopralluogo indirizza i sospetti sul rifornitore dei distributori automatici di bevande della piscina, precedentemente interrogato. L'uomo confessa subito: ha ucciso Mastrangelo perché aveva scoperto che anni prima aveva abusato di sua figlia, sua allieva di nuoto, lasciandola traumatizzata e piena di problemi.
Continuano intanto le indagini sulla rapina a villa Ravelli: dalle impronte su alcuni dischetti di programmi craccati di Giordana si risale a un giovane hacker che conosce la ragazza, che risulta però estraneo alla vicenda. Le ricerche della ragazza continuano senza sosta, anche se le speranze di ritrovarla si affievoliscono. Viene ritrovata la macchina utilizzata dai rapitori e dentro c'è il cardigan indossato dalla ragazza il giorno del rapimento, sporco di sangue. La sorella della vittima intanto continua ad andare al R.I.S. per avere notizie sulle indagini, e trova il sostegno e il conforto di Bart.
- Altri interpreti: Pietro De Silva (padre di Giordana Ravelli), Fiorenza Tessari (madre di Giordana Ravelli), Luca Avagliano (Simone Ghezzi), Josafat Vagni (Vincenzo Pinelli), Mimmo Esposito (Enrico Rubini), Mario De Candia (custode Bettelli), Claudio Spadaro.

## Via la maschera
- Diretto da: Francesco Miccichè
- Scritto da: Paolo Marchesini

### Trama
Lucia e Bart vengono chiamati, in quanto in un bosco è stato rinvenuto il cadavere carbonizzato di una donna all'interno di un'auto: i due temono, a causa di particolari che coincidono, si possa trattare del cadavere di Giordana. Dall'autopsia emerge che la ragazza ha la scatola cranica rotta, in seguito il medico legale riferisce a Ghiro e Lucia che la vittima aveva delle protesi mammarie e dal numero di serie delle stesse è possibile risalire al chirurgo estetico che ha eseguito l'intervento e quindi poi all'identità della ragazza. Intanto è possibile escludere che si tratti di Giordana, perché quest'ultima non si era rifatta il seno. Ma, nel frattempo, la banda del Lupo compie un'altra rapina, nella villa della contessa Del Passetto, che viene ritrovata morta dai RIS all'interno di una botte della tenuta vinicola. Durante il sopralluogo Ghiro trova il pc della contessa e scopre che ancora una volta la banda è riuscita a introdursi mediante un virus. Ma mentre analizza il pc si accorge che la videocamera è in funzione, così lui e Lucia comprendono di essere stati ripresi dalla banda. Il cadavere trovato nell'auto bruciata è di una ragazza argentina, Estrella. Dal suo conto corrente la squadra risale ad un uomo vedovo, molto ricco, quasi settantenne, che intratteneva una romantica amicizia con la ragazza, conosciuta in un corso di ballo. Lui non solo le elargiva consistenti somme di denaro, ma era anche disposto a sposarla, nonostante il figlio fosse assolutamente contrario. L'uomo teme che possa essere stato il figlio a fare del male alla ragazza; così il figlio del vedovo viene ascoltato, così come i suoi figli adolescenti e la moglie, ma non emerge alcun indizio a suo carico. Dall'autopsia e dagli esami dei RIS emerge che Estrella è stata uccisa con un batticarne: i RIS collegano quindi il caso con un macellaio, tramite tra le ragazze straniere, e i ricchi anziani ed Estrella era una delle sue ragazze, ma aveva deciso di smettere di ingannare il povero vedovo. Le indagini continuano e si scopre che ad uccidere la povera ragazza sono in realtà stati i nipoti del vecchio, temendo per la loro eredità.
Nel frattempo, le indagini sull'ultima rapina portano al rinvenimento nella villa della contessa delle impronte di scarpa e di un capello di una quinta persona, non presente nelle altre scene del crimine. L'ipotesi è che si tratti di un basista. Il capello viene rinvenuto anche sull'auto che ha investito Flavia da la certezza che si tratta di una donna. I carabinieri scoprono che il giorno prima della rapina una cameriera che lavorava nella villa è stata licenziata perché accusata di essere una ladra, così la squadra pensa quindi possa essere lei. La ragazza viene fermata, e, sotto interrogatorio ammette di essere entrata nella villa la sera della rapina, ma solo per vendetta. Nel momento in cui si era per caso imbattuta nella banda del Lupo, spaventata, si era nascosta in una stanza, vedendo entrare una donna con una maschera da coniglio, il quinto componente della banda. La cameriera racconta che quella donna è entrata nella stanza del figlio della contessa, dove lei era nascosta, per rubare delle foto di una festa che si era svolta in quella villa tempo prima. Lucia è convinta che in quelle immagini ci sia il volto del quinto componente della banda. Ghiro rintraccia le foto digitali di quella serata e con grande sorpresa la squadra scopre che in quelle foto appare Giordana. Inoltre i risultati del test del DNA e altri indizi danno conferma al sospetto che Giordana faccia parte della banda. Dalle foto si vede banda festeggiare la spartizione dell'ultima refurtiva. Quando si tolgono le maschere svelano, il Lupo e la Tigre, già visti nel centro sportivo del primo episodio, il Maiale è il giardiniere della villa della contessa uccisa, e che l'hacker, fidanzato di Giordana, è Stinco, l'amico di Ghiro.
- Altri interpreti: Giorgia Sinicorni (Mirella Blasi), Helena Antonio (Estrela Gomez), Alessandro Sperduti (nipote di Randone), Dante Biagioni (Alfonso Randone), Sabrina Venezia (nuora di Randone), Sergio Valastro (figlio di Randone), Sethi Lara Cavicchioli (nipote di Randone), Stefano Ambrogi (Saverio Migliaccio), Patrizia Leonet (contessa Del Passetto), Roberta Mattei (amica di Estrela).

## Caduta in disgrazia
- Diretto da: Francesco Miccichè
- Scritto da: Francesco Balletta

### Trama
Una ragazza cade da un palazzo e muore. La banda de Lupo festeggia il suo nuovo membro, Giordana, il Coniglio, con un pranzo in un club esclusivo, dove Mario, cioè Lupo, incontra un tale che lo beffeggia perché non è ricco. Irritato, stabilisce un nuovo obiettivo: un morto a testa così da provare la loro fedeltà e "diventare pari" con il Tigre, assassino della contessa. Il tale incontrato dal Lupo viene brutalmente ucciso sulla sua barca, ma c'è un testimone, un bambino ha visto tutto. Nel frattempo, tra Emiliano e Bianca nasce un'amicizia con risvolti sentimentali, e i genitori di Giordana vengono informati della verità sulla loro figlia. Il medico legale stabilisce che la ragazza caduta, Rosalinda, non si è suicidata. Serra usa i suoi strumenti di lavoro per individuare colui che mente tra i colleghi di Rosalinda; risultato: tutti mentono, per coprire storie di relazioni sessuali e spionaggio industriale diffuse tra i dipendenti. I RIS hanno la conferma che il delitto della barca è stato causato dalla banda dei Lupi, quando trovano un indirizzo internet che visualizza un video dell'assalto. Dal video si mettono sulle tracce del bambino e della madre Isis, riuscendo a salvarli dalla Banda del Lupo che avrebbe voluto assassinarli, così da eliminare dei testimoni.
- Altri interpreti: Pietro De Silva (padre di Giordana Ravelli), Fiorenza Tessari (madre di Giordana Ravelli), Giovanna Di Rauso (Alina Ferri), Massimiliano Pazzaglia (dottor Davide Morlacchi), Lucio Patanè (Ciro Pezzotta), Giorgio Santangelo (Raffaele Solari), Gabriele Fiore (Christian),  Amandio Pinheiro (Ignacio), Alicia Valles Roy (Isis).
- Ascolti Italia: telespettatori 4.425.000 - share 17,68%[1]

## 2012
- Diretto da: Francesco Miccichè
- Scritto da: Mariangela Barbanente e Antonio Cecchi

### Trama
I RIS, grazie al piccolo Christian, riescono a realizzare un identikit del Lupo. Bianca scopre che Emiliano è sposato, iniziando a trattarlo con freddezza. 
Bianca trova un indizio su un tovagliolo, e da qui risale al ristorante "Happy Life", i cui componenti della banda, sono a quanto pare, clienti abituali. Bianca con Emiliano si recano al ristorante, dove piazzano dei microfoni. Il titolare del locale viene fermato e interrogato dai RIS e racconta di aver visto i componenti della banda nel suo ristorante prima dell'omicidio di Pezzotta. 
Nel frattempo vengono trovati due ragazzi morti a Monte Mario, apparentemente impiccati a causa di uno scellerato patto suicida. Ci sono però dei dubbi. Ghiro scopre che i due ragazzi morti credevano all'avvento della fine del mondo nel 2012, e il medico legale conferma l'ipotesi dell'omicidio. Vengono interrogati i coniugi Parrella, i creatori del gruppo "2012 the end", i quali sembrano aver istigato il precedente suicidio di una ragazza, Elena Ferrazzi. Ghiro si infiltra nel gruppo, viene scoperto il cadavere di Altuna, il fondatore della setta. Il killer di Altuna e dei due giovani è il marito della donna uccisa tempo prima. 
- Altri interpreti: Giorgio Caputo (marito di Elena Ferrazzi), Maria Pia Calzone (signora Parrella), Giuditta Cambieri (Rossella), Raffaella D'Avella (nonna di Christian), Salvatore D'Onofrio (signor Parrella), Gabriele Fiore (Christian), Giacomo Gonnella (titolare "Happy Life"), Alicia Valles Roy (Isis).
- Ascolti Italia: telespettatori 4.320.000 - share 20,26%[1]

## Il giorno del Coniglio
- Diretto da: Francesco Miccichè
- Scritto da: Luca Monesi

### Trama
La Banda del Lupo invia al giornalista Terracciano un video di un uomo legato ed imbavagliato, minacciato da Coniglio e con un ultimatum: tra un'ora verrà ucciso. I RIS analizzano il filmato per scoprire dove sia tenuto prigioniero l'uomo, identificando una concessionaria d'auto. Purtroppo giungono sul luogo solo qualche minuto dopo la scadenza dell'ultimatum, trovando il titolare ucciso e la banda scomparsa. La Brancato ha compreso che l'obiettivo della banda non è più solo quello di compiere rapine, ma anche di uccidere. Nel frattempo, Serra e Cecchi si occupano del ritrovamento di una testa umana nel forno di una pizzeria. Augusto, il proprietario del locale, un ristoratore conosciuto in tutto il quartiere, viene convocato dai RIS. L'uomo inaspettatamente confessa di essere colpevole, ma viene colto da un attacco di cuore e muore. In realtà Augusto ha confessato, ma solo per coprire qualcuno, per cui è necessario ancora trovare i ‘veri’ responsabili. Infine Orlando e Lucia litigano furiosamente, tanto che lui crede di poter essere trasferito dai RIS, ma poco dopo i due si trovano sotto la minaccia di una pistola ed è proprio il savoir-faire di Serra a risolvere la situazione.
- Altri interpreti: Caterina Costantini (Matilde De Angelis), Lorenzo Alessandri (Augusto Livigni), Massimiliano Franciosa (Ernesto), Maria Cecilia Cinardi (Agnese Livigni).
- Ascolti Italia: telespettatori 4.467.000 - share 18,24%[2]

## La voce del Lupo
- Diretto da: Francesco Miccichè
- Scritto da: Filippo Kalomenidis

### Trama
Serra, Bianca e Dossena indagano sulla vittima di un pirata della strada, Cesare Montini. Intanto la Banda del Lupo compie una rapina in un ipermercato, ma, prima che i quattro della Banda possano darsela a gambe, una guardia giurata ferisce alla spalla Tigre. Analizzando i video di sorveglianza, tuttavia, Lucia e Ghiro notano subito ed individuano delle anomalie nel comportamento della Banda: manca Giordana, l'azione è condotta in maniera confusa e i delinquenti sembrano nervosi. L'analisi del sangue del rapinatore ferito e il test del DNA confermano che si tratta solo di emulatori. Lucia viene invitata a cena da Samuele, l'editor che sta curando una raccolta di racconti di Alex, il suo amante assassinato e che si sta innamorando di lei. C'è anche qualcuno che la spia e la filma. Ghirelli, monitorando il computer di Terracciano, trova una traccia. Quando i RIS arrivano al covo della Banda trovano un computer che innesca una bomba.
- Altri interpreti: Daniele Pilli (Mouse), Francesca Beggio (Alba Mercenaro), Tommaso Arnaldi (Sandro Sparti), Luca Mannocci (Patrizio Montini), Vanni Materassi (padre di Cesare e Patrizio), Giuseppe Cristiano (Michele Salvetti), Giovanni Izzo (Cesare Montini).
- Ascolti Italia: telespettatori 4.194.000 - share 20,85%[2]

## Il sesto uomo
- Diretto da: Francesco Miccichè
- Scritto da: Andrea Nobile

### Trama
Viene scoperto in un lago il cadavere di un uomo, in realtà morto affogato non nello stesso lago, ma in uno stagno inquinato di materie tossiche. Il delitto è legato al loro scarico illegale. La vittima ne era coinvolta, ed è stata uccisa perché voleva smettere di esserne parte. Viene sospettato un potente imprenditore, Santangeli, in qualche modo legato ai tali loschi traffici, ma il RIS, per mancanza di prove, non riesce a metterlo sotto accusa. 
La squadra scopre che la Banda del Lupo è collegata a un ricettatore di gioielli, un certo Gaetano Ciriello, ma decide di non arrestarlo, per tenerlo sotto osservazione al fine di usarlo come "specchietto per le allodole", al fine di catturare la banda. Nel frattempo Jennifer, un'americana, viene uccisa nella vasca da bagno del suo hotel. Analizzando il PC dell'hotel, Ghiro scopre il Trojan usato dalla Banda del Lupo e che l'assassino è uno dei membri gruppo, Scimmia. La Brancato autorizza Dossena a frequentare la sorella di Giordana, Eleonora; quest'ultima confida all'agente i suoi problemi familiari.
- Altri interpreti: Totò Onnis (Causo), Simona Mastroianni (Margherita Santella), Eleonora Bolla (amica di Jennifer), Gianni Parisi (Alberti).
- Ascolti Italia: telespettatori 4.740.000 - share 18,01%[3]

## Per un pugno di monete
- Diretto da: Francesco Miccichè
- Scritto da: Monica Mariani

### Trama
Angelica Taggi, segretaria del dirigente d'azienda Ennio Roversi, viene violentata nell'ufficio del suo capo che afferma di essere innocente. Bianca cerca di aiutare la ragazza violentata, mentre Serra crede nell'innocenza del dirigente. 
Serra fa il test del poligrafo a Ennio Roversi, il violentatore, e conclude che l'uomo dice la verità: è affetto da TGA, una malattia che cancella i ricordi a breve termine, ma Serra non è ancora convinto della sua innocenza. Scopre poi che il violentatore ha una sua attività onirica, cosa non prevista dalla malattia che lo affliggerebbe: capiscono quindi che è stato drogato. Si scopre che Angelica ha inscenato tutto, con la complicità di altre colleghe, solo per non essere licenziata.
La Brancato nota nuovamente di essere seguita. A casa del Ciriello, il ricettatore della banda del Lupo, vengono trovati indizi che fanno pensare che il prossimo colpo riguarderà la numismatica. Il RIS controlla gli antiquari e i collezionisti di monete, per prevenire l'attacco della Banda del Lupo, giungendo nella villa di una famiglia facoltosa, i Siniscalchi, proprio mentre la Banda sta compiendo il colpo, e tiene in ostaggio la figlia dei proprietari. I malviventi, al sopraggiungere della squadra, riescono a fuggire portandosi dietro la figlia di Siniscalchi come ostaggio per poi rilasciarla poco dopo lungo la strada. 
Emiliano collega la ragazza morta dell'episodio precedente, Jennifer, con la rapina a Siniscalchi, il collezionista. I RIS trovano le monete rubate nella bara della ragazza, in partenza per New York. La ragazza è stata uccisa solo per attuare il trasporto delle monete. Sulle monete rubate si rinviene il DNA di Scimmia e l'impronta della sua mano, marchiata da una cicatrice a forma di Y. Ghirelli capisce che Scimma è il suo amico Stinco.
- Altri interpreti: Roberto Chevalier (Siniscalchi), Giuseppe Antignati (Ennio Roversi), Elena Radonicich (Angelica Taggi), Patrizia Santamaria (moglie di Siniscalchi), Lucio Zagaria (Magaldi), Caterina Mannello (Annamaria Resta)
- Ascolti Italia: telespettatori 4.361.000 - share 20,02%[3]

## Sulle orme di Stinco
- Diretto da: Francesco Miccichè
- Scritto da: Paolo Marchesini

### Trama
Bart e Serra si occupano del caso di Flavio Masci un uomo morto di fronte all'ospedale, scoprendo che aveva assunto amfetamina, ma anche un amico della vittima, il dottor Sandro De Feo, viene investito, proprio mentre Emiliano sta per interrogarlo, perdendo la vita. Bart spiega a Lucia che Masci e De Feo stavano facendo degli esperimenti illegali riguardanti una cura per il diabete. Nel frattempo, Emiliano e Serra scoprono che negli esperimenti del Masci era coinvolta anche la dottoressa Fabbricatore. La vedova del Masci rivela agli agenti che suo marito aveva iniziato la ricerca per curare lei, precisando che nel progetto era coinvolto un certo dottor Nidi, che, una volta interrogato, si professa innocente, puntando il dito contro il responsabile di sorveglianza della struttura, che, allo stesso modo, si dice estraneo ai fatti. Nel frattempo, si scopre che il custode della struttura stava uccidendo di botte la dottoressa Fabbricatore per conto di Nidi. A quel punto, i RIS la interrogano scoprendo che vi era un dissidio tra il medico e Masci, che voleva utilizzare l’antidoto per il diabete su sua moglie e che ne necessitava con urgenza. Grazie ad un'intuizione di Emiliano, i RIS si rendono conto che ad uccidere De Feo e Masci è stata la Fabbricatore che si prepara a lasciare l'Italia. Una volta interrogata, lei lo ammette, spiegando che intendeva portare il progetto all'estero, prendendosi ogni merito per la scoperta dell'eventuale cura contro il diabete.
Nel frattempo, Ghiro vive una grossa crisi, a causa della scoperta che Stinco, suo amico, è uno dei membri della Banda; a quel punto, Lucia gli chiede quando lo abbia visto l'ultima volta, ma soprattutto lo invita ad utilizzare ciò che sa di lui per incastrare anche i suoi compagni. Ghiro parla con la madre di Stinco, la quale si sente responsabile per ciò che è diventato, visto che tempo prima lo aveva cacciato di casa.
Mentre Bianca avverte Ghiro che presto che la sua amica Monica Bellucci visiterà il RIS, due donne anziane vengono rapinate e uccise. La squadra interviene per capire se la Banda del Lupo sia più o meno coinvolta nel delitto. Lucia indaga sulla morte delle due donne, indagini che si concentrano su Glauco Berzan, un chiropratico piuttosto sospetto. A quel punto, la donna affida il caso a Bianca, pregandola di non scartare nessuno dei sospettati. Le indagini che riguardano le due signore uccise si concentrano su Giovanni Zanchi, il nipote che si rivela essere uno dei membri della Banda, il Maiale, anche se i RIS ancora lo ignorano, ed il Lupo, preventivo, gli ricorda di non commettere errori durante l'interrogatorio con gli agenti. Il Maiale si reca ai RIS per essere interrogato in merito alla morte delle zie. Nel frattempo, Christian, il bimbo che ha visto in volto i membri della Banda, viene convocato dai militari che gli chiedono di provare a riconoscere proprio il Maiale, sottoponendogli un ragazzo scovato in rete. Intanto il preoccupato Maiale si sottopone al suo colloquio con Bianca in qualità di testimone, dicendosi dispiaciuto per la morte delle zie e puntando il dito contro il chiropratico. Proprio mentre Maiale sta uscendo dalla stanza del capitano e si sta dirigendo verso l'uscita si volta indietro guardando in faccia Christian che lo riconosce ma non parla. Grazie al rilevatore di calore Orlando, Lucia e Ghiro scoprono che il bambino ha riconosciuto qualcosa e vedono Maiale che sta dando la mano a Bianca in procinto di uscire. Intervengono subito, Maiale sempre più spaventato e sapendo di essere stato beccato si avvicina ad un tavolino dove sono poggiate delle forbici. Le afferra e prende in ostaggio Bianca. Nel frattempo arriva da dietro Emiliano e avvicinandosi lentamente e silenziosamente riesce a disarmare Maiale e ad arrestarlo.
- Altri interpreti: Stefano Fregni (responsabile sorveglianza), Mirko Soldano (Glauco Berzan), Susy Laude (moglie di De Feo), Eleonora Russo (dottoressa Fabbricatore), Stefano Molinari (dottor Nidi), Raffaella D'Avella (nonna di Christian), Gabriele Fiore (Christian), Giorgia Trasselli (madre di Stinco).
- Ascolti Italia: telespettatori 4.612.000 - share 17,98%[4]

## Il mistero della bambola
- Diretto da: Francesco Miccichè
- Scritto da: Francesco Balletta

### Trama
Il Maiale si rifiuta di collaborare con i RIS, prendendosi gioco di loro, cantando un'inquietante filastrocca. A quel punto, gli agenti cercano di puntare sul fatto che l'uomo ha una fidanzata incinta, Sofia; Zanchi dirà solo che Lupo e Tigre sono fratelli 
In parallelo un venditore di giocattoli, Loris Petrosi, viene ritrovato morto da una sua cliente e si valuta la possibilità di una rapina. Bianca, Bart e Ghiro analizzano una bambola per capire chi abbia ucciso Loris, concentrando le loro indagini su una donna di nome Rose. Un amico di Loris spiega ai RIS che la vittima era entrata in conflitto con una certa Tamara Orazi per via di una bambola molto particolare. A quel punto, Bart la interroga e lei ammette di aver ucciso il giocattolaio in modo accidentale. Tuttavia, non risulta chiaro il perché Tamara neghi di aver ucciso il giocattolaio con una spatola, e Bianca pensa che il vero assassino sia un altro. Bart, Ghiro e Bianca decidono di analizzare con più cura la bambola che riporta delle iniziali illeggibili. Analizzando un dépliant repertato da Bianca e ritrovato sul luogo dell'omicidio di Loris, Ghiro capisce che la bambola nascondeva qualcosa: un rubino di grande valore che lui stesso aveva inserito nel giocattolo, quando anni prima lo aveva forgiato. Un prete ortodosso, Kosmas Petrosidis, spiega agli agenti che il gioiello è stato trafugato anni prima, durante i disordini di Costantinopoli e tutti coloro che hanno cercato di recuperarlo sono morti. Poco dopo, anche l'amico del giocattolaio muore. I RIS capiscono che Loris è stato ucciso dal suo amico che voleva impossessarsi del rubino. 
Nel frattempo, Lucia si sottopone ad un'intervista con Terracciano in cui parla della cattura del Maiale. Quest'ultimo, difeso dall'avvocato Catalani, decide di parlare e così i RIS riescono ad arrivare al covo della Banda ma senza riuscire a ritrovarne i membri. Poi, grazie al Maiale, gli agenti capiscono che il nuovo nascondiglio dei criminali potrebbe essere un luogo simile ad una grotta, facilmente individuabile, preparandosi a stanarli. Una volta arrivati sul posto, i RIS trovano due corpi completamente carbonizzati, irriconoscibili, se non attraverso i loro gioielli. E tutto lascerebbe pensare che due membri della Banda siano stati uccisi. Intanto, la sorella di Giordana viene convocata e ammette che il gioiello ritrovano vicino al cadavere è della ragazza, ma ben presto i RIS scoprono che Tigre e Lupo sono ancora vivi. Poi, interrogando Sofia, emerge che molto probabilmente i membri della Banda del Lupo frequentano un club esclusivo dove anche lei ha conosciuto il Maiale. A quel punto, gli agenti vi si recano, riuscendo ad individuare il Lupo e Tigre che, dopo uno scontro a fuoco, riescono a fuggire.
- Altri interpreti: Giordano Petri (avvocato Alfonso Catalani), Marco Bonetti (Loris Petrosi), Paolo Aquino (traslocatore), Stefania Bogo (Tamara Orazi), Romano Ghini (Kosmas Petrosidis), Silvia Quondamstefano (conoscente di Zanchi).
- Ascolti Italia: telespettatori 4.419.000 - share 19,16%[4]

## Ossa
- Diretto da: Francesco Miccichè
- Scritto da: Mariangela Barbanente e Catherine McGilvary

### Trama
L'episodio si apre con Lucia Brancato nella sua abitazione, sospettosa, che incontra Lupo, che si rivela Serra, ma in realtà è un incubo. Poco dopo nota che sotto la porta di casa qualcuno le ha lasciato delle sue foto con un indirizzo IP, e accendendo il PC nota che gliene sono state fatte molte altre. Al RIS tutti i componenti si riuniscono per discutere sulla Banda del Lupo, cercando di analizzare ogni dettaglio della loro vita. I componenti intanto si ritrovano sulla spiaggia: Coniglio e Scimmia vorrebbero lasciare il gruppo mentre i due fratelli vorrebbero restare a Roma e rimanere uniti. Serra ed Emiliano si recano nella sala scommesse dove si erano incontrati i componenti della Banda, e scoprono che Lupo, cioè Mario, era molto abile al gioco, così gli altri si erano indebitati con lui, inoltre scoprono che ha una figlia. Al RIS parlano con la moglie del Lupo, Tosca Leonetti, e scoprono che ha regalato alla figlia, la mattina stessa, un anello molto costoso.
Una coppia trova in un bosco le ossa di un cadavere nudo, a cui mancano mani e piedi. Sul posto si recano Bianca e Bart, scoprendo che in realtà si tratta di una seri di frammenti di ossa, maschili e femminili. 
Le ossa sono di due uomini e una donna, tutti e tre uccisi. Una volta ricomposti perfettamente vengono notati i fori delle pallottole. I cadaveri sono inoltre riconducibili ad una zona lacustre, vengono sottoposti al test del carbonio 14. Mentre Bart indaga sul luogo di uccisione, trova un braccialetto con un logo esoterico. Di questo bracciale viene rintracciato il proprietario, un anziano di circa 80 anni. Sasso e Bart si recano invece dalla nipote del presunto assassinato; Bianca ha analizzato le ossa, sottoponendole anche al test del DNA; le lettere sul bracciale non sono esoteriche, ma indicano qualcosa di preciso.
Ghiro crea un video, da diffondere in rete, per smascherare la Banda; intanto ha modo di conoscere Monica Bellucci, amica d'infanzia di Bianca, venuta a salutarla e a vedere il RIS. Dopo questa sorprendente visita, al RIS Lucia Brancato analizza le foto che le hanno inviata. Uscita dal RIS si reca da uno psicologo ma per tutto il tragitto si accorge che qualcuno la sta seguendo, estrae la pistola e ferma lo stalker accorgendosi che si tratta di Serra, preoccupato per la sua salute. Il giorno seguente Serra consegna, dopo una accesa discussione con il capitano riguardo al pedinamento, le sue dimissioni dal RIS di Roma; intanto i RIS si recano dall'orafo dal quale Lupo è andato per ricettare i suoi gioielli. Serra non si è trasferito, anzi, la Brancato decide di aprirsi con il tenente. L'episodio si conclude con la Banda Del Lupo al servizio di Santangeli.
- Altri interpreti: Monica Bellucci (se stessa), Lina Bernardi (Elena Arcidiacono), Francesca Ferrazzo (Valentina Del Giudice), Davide Paganini (Attilio Lanciani), Gioia Marzocchi (Tosca Leonetti), Alessandro Vantini (procuratore), Fabiola Balestriere (Erika Pugliese), Paolo Ricchi (orafo), Ciro Scalera.
- Ascolti Italia: 4.578.000 telespettatori - 15,58% share[5]

## Lo spettacolo della crudeltà
- Diretto da: Francesco Miccichè
- Scritto da: Filippo Kalomenidis

### Trama
La Banda del Lupo, pur costretta alla latitanza, continua a colpire: rapinano una banca e uccidono la moglie del direttore Cappioli che invece viene ferito. Inoltre l'indagine su un delitto in una sala giochi si rivelerà un caso intricato e dai risvolti sorprendenti.
- Altri interpreti: Pietro De Silva (padre di Giordana Ravelli), Fiorenza Tessari (madre di Giordana Ravelli), Claudio Cotugno (Claudio Cellini), Margherita Vicario (Laura Petri), Arcangelo Iannace (Flavio Cappioli), Andrea Fiorillo (Leo Bracaglia), Davide Paganini (Attilio Lanciani), Bruno Bilotta (Sergio Berardi), Felice Leveratto (Dario Caroli).
- Ascolti Italia: 4.087.000 telespettatori - 17,66% share[5]

## Amata mia sorella
- Diretto da: Francesco Miccichè
- Scritto da: Luca Monesi

### Trama
Si osserva una donna mentre sta fuggendo inseguita da un uomo, che, con un'arma simile ad un pugnale la uccide. Poiché Ghiro non può lavorare al caso della Banda, essendo stato amico di Stinco tempo prima, si occupa del caso della ragazza uccisa a pugnalate insieme a Emiliano e Bianca. Aiutati da Carnacina, i ragazzi scoprono che la ragazza si chiama Federica Sanchez. Nel prato di una villa viene trovato anche il cadavere di Gioia Molinari il cui marito, Marcello Tucci, aveva una storia con la Sanchez, sua assistente.
I RIS hanno progettato un congegno per tenere sotto controllo le mosse di Giordana, che è scappata dalla Banda con i soldi della rapina, e che le sarebbero serviti per fuggire all'estero. Eleonora decide di non dire niente a Bart e va all'appuntamento al parco con le altalene dove andavano da piccole. Giordana chiede alla sorella di aiutarla a fuggire in Spagna ma lei rifiuta e in quel momento la rapinatrice viene arrestata. Giordana si rifiuta di collaborare con i RIS. Bart ed Eleonora trovano i soldi che Giordana ha nascosto ma Lupo e Tigre li hanno seguiti e, dopo aver colpito il carabiniere, si portano via il malloppo e la ragazza. La Brancato intanto è sollevata dal fatto che il suo stalker sembra essere morto in un incidente.
- Altri interpreti: Pietro De Silva (padre di Giordana), Fiorenza Tessari (madre di Giordana), Emanuele Vezzoli (Marcello Tucci), Angelica Novak (Magdalena), Ydalia Suarez (Federica Sanchez).
- Ascolti Italia: 5.237.000 telespettatori - 17,79% share[6]

## Vampiri a Roma
- Diretto da: Francesco Miccichè
- Scritto da: Paolo Marchesini

### Trama
Eleonora Ravelli si trova nelle mani della Banda del Lupo. I RIS cercano di fare terra bruciata attorno a Lupo fermando la sua amante Tiziana. I RIS riusciranno a salvare Eleonora con l’aiuto di Terraciano; tuttavia Attilio Lanciani, nuovo complice della Banda e tuttofare di Santangeli, riesce a scappare. Inoltre il ritrovamento dei cadaveri di due ragazze trasforma Ghirelli in un cacciatore di vampiri e alla fine verrà reintegrato in squadra.
- Altri interpreti: Pietro De Silva (padre di Giordana), Fiorenza Tessari (madre di Giordana), Davide Paganini (Attilio Lanciani), Lorenzo Lucchi (Lopez), Giorgia Salari (Tiziana), Luca Dresda (dottor Salvo Modeo).
- Ascolti Italia: 5.012.000 telespettatori - 20,43% share[6]

## Ti amo tanto
- Diretto da: Francesco Miccichè
- Scritto da: Antonio Cecchi e Catherine McGilvary

### Trama
Lucia è perseguitata ancora da uno stalker che si scopre essere Samuele grazie ad una foto lasciata a Lucia. L’editor viene convocato in caserma ma poi rilasciato da Lucia davanti alla vista di Serra, che, non sicuro del pentimento di Samuele va a minacciarlo. Lo stalker, non contento, attira Lucia in una casa, affittata da lui, con lo scopo di violentarla. Lucia viene salvata in tempo grazie alla preoccupazione di Serra. Samuele viene arrestato e con lui anche il suo "amore" per Lucia. 
In parallelo i RIS indagano su una faida tra ‘ndrine.
- Altri interpreti: Alberto Angrisano, Sebastiano Rizzo (Salvatore), Michele Lattanzio (capo di Cecilia).
- Ascolti Italia: 4.503.000 telespettatori - 15,11% share[7]

## Porcellini d'India
- Diretto da: Francesco Miccichè
- Scritto da: Francesco Balletta

### Trama
I RIS indagano su una sperimentazione di farmaci su cavie umane, dopo essere stata la causa di due incidenti mortali. Nel giro c'è anche Selvaggia, che riesce ad inviare un file chiave a Ghiro per la soluzione del caso, dopo essergli sfuggita varie volte per non farsi scoprire ed essere accusata di essere entrata nel giro. 
La Banda del Lupo intanto compie in un ristorante cinese la strage preparata in un campo di allevamento. Dismesse le maschere da un po' di tempo, le inviano al RIS.
- Altri interpreti: Carmelo Galati (Marco Pogliani), Annamaria Malipiero (dottoressa), Cosma Brussani (cavia), Vincent Mazzarella (cavia).
- Ascolti Italia: 4.102.000 telespettatori - 16,73% share[7]

## Fine dei giochi
- Diretto da: Francesco Miccichè
- Scritto da: Giampaolo Simi

### Trama
I RIS si occupano del caso di omicidio di una ragazza, Monica Petrella, strangolata nella camera del collegio in cui alloggiava. Il medico legale comunica che la donna aveva avuto un rapporto sessuale consenziente prima di morire. I RIS interrogano Ignazio, insegnante della ragazza, che le aveva telefonato la sera prima: l'uomo confessa di aver avuto una storia con lei da diversi mesi. L'uomo, però, si dice innocente e anzi dice di aver visto un uomo in camice bianco che si aggirava nei corridoi. Allo stesso tempo continuano le indagini sulla Banda del Lupo: Ghiro e la Brancato, infatti, sono sulle tracce dell'uomo che li sta aiutando a fuggire dall'Italia, ovvero l'imprenditore Rino Santangeli. Mentre la Banda del Lupo si trova da Santangeli, Lucia e Ghiro si recano a casa dell'uomo. Lupo spara contro Santangeli, per poi prendere il denaro e fuggire, ma avviene una sparatoria, a seguito della quale Lucia spara un colpo contro Tigre, ferendolo gravemente. Stinco, Lupo e Attilio, invece, riescono a dileguarsi. A casa di Santangeli, inoltre, viene trovato un hard disk. 
Dopo aver trovato una piccola fessura tra il magazzino e la stanza di Monica, per spiarla di nascosto, e dopo aver trovato dei camici bianchi, viene interrogato il personale del collegio e si scopre che un ragazzo teneva nel suo armadietto un paio di mutandine di Monica Riva, sulla quale vi erano impresse le sue impronte digitali. Il ragazzo viene interrogato e confessa di provare una forte attrazione per la donna e di averle prese poiché possiede una copia delle chiavi, ma dice di non aver ucciso la donna. Viene preso un campione del suo DNA e difatti non coincide con quelle dell'assassino. Grazie ad un rosario trovato nella stanza della ragazza, si scopre che ad uccidere Monica è stato Clemente Moresco, il portiere del collegio: lui conosceva la ragazza sin da quando era piccola, era stata “affidata” a lui, ma quando l'ha vista a letto con l'insegnante non ha retto e l'ha affrontata, ma durante il loro incontro l'uomo l'ha strangolata. 
Emiliano Cecchi regala un bel paio di orecchini di perla a Bianca, ma Giada trova lo scontrino e affronta il marito accusandolo di avere un'amante: lui nega tutto e le dice che quegli orecchini erano per lei, si trattava di una sorpresa in vista del loro “anniversario di fidanzamento”. Tutto questo mentre Bianca assiste alla scena di nascosto. Insomma, una bugia dietro l'altra, ma quanto reggerà?
I RIS riescono a trovare il covo della Banda, ma qui trovano Attilio privo di vita e Lupo privo di sensi, mentre Stinco è riuscito a scappare: in poche parole i tre uomini si sono traditi a vicenda.
- Altri interpreti: Stefano Davanzati (amante di Monica), Monica Riva (Monica Petrella), Marco Iannitello (Giuliano Pica), Davide Paganini (Attilio Lanciani), Enzo Provenzano (Clemente Moresco), Silvia Mocci (collega di Moresco).
- Ascolti Italia: 4.945.000 telespettatori - 17,21 % share[8]

## L'ultimo azzardo
- Diretto da: Francesco Miccichè
- Scritto da: Fosca Gallesio e Massimo Martella

### Trama
Mario Pugliese manda un messaggio alla figlia Erika, grazie a Tiziana, chiedendole di andare con lei. Poco dopo, Tosca, la madre di Erika, denuncia la scomparsa della figlia: Lupo, infatti, stava progettando la sua fuga con Tiziana ed Erika. Grazie ad un messaggio che era stato inviato da Attilio, i RIS scoprono che questi aveva appuntamento in un'azienda di apicoltura prima di fuggire. Probabilmente anche Stinco aveva appuntamento allo stesso posto, per cui i RIS si recano sul posto. Qui vengono trovate Tiziana e la bambina, ma di Stinco nessuna traccia. Subito dopo, Stinco si mette in contatto con Ghiro, ma quest'ultimo questa volta riesce a captare il segnale grazie ad una “trappola” virtuale e a raggiungerlo sulla spiaggia: i due hanno un confronto, dopodiché Stinco prova a scappare, ma Ghiro riesce a catturarlo. Dopo un ultimo faccia a faccia tra Ghiro e Stinco al RIS, quest'ultimo viene portato via. La brutta vicenda della Banda Del Lupo sembra essere finalmente finita, ma sarà davvero così? 
Data la difficile situazione, intanto, Emiliano e Bianca decidono di comune accordo di porre fine alla loro relazione. 
In ospedale, intanto, Mario Pugliese si risveglia, mentre i RIS scoprono che il suo era solo un coma apparente: in poche parole è stato lui stesso ad “avvelenarsi”, facendo ricadere la colpa su Attilio, per poi finire in ospedale così da poter liberare il fratello, ancora in ospedale, per fuggire insieme a lui. Lucia avvisa Orlando, che nel frattempo si era recato in ospedale, ma è troppo tardi: Mario, dopo essersi travestito da medico, ferisce Orlando gravemente e scappa via con il fratello a bordo di un’auto-medica. I RIS riescono a raggiungere Mario e Gerry in un parcheggio multipiano: mentre il primo riesce a fuggire, il secondo, ancora gravemente ferito, viene catturato dopo essersi arreso. Ghiro, Emiliano e Lucia si imbattono nell'inseguimento di Pugliese, ma questi continua a fuggire e a ferire chiunque trovi sottomano in un centro commerciale. La borsa con il denaro sta per cadere da una scala all'aperto, e Mario, nel tentativo di afferrarla, rischia di cadere giù: Lucia gli porge una mano per salvarlo, ma lui, per non ferire il suo orgoglio già ferito, decide di buttarsi giù. Pugliese, dopo una serie di interventi chirurgici, riesce a sopravvivere, mentre Lucia assiste Orlando in ospedale: questi è finalmente fuori pericolo e si risveglia. 
Bart regala ad Eleonora un anello di fidanzamento, mentre Bianca ed Emiliano parlano della fine della loro storia: forse, se si fossero incontrati prima, tra loro sarebbe stato diverso. Ghiro, invece, parla in riva alla spiaggia con la ex ragazza di Flavia: lui andrà a Londra a trovare Selvaggia. Lucia e Orlando vanno a pattinare insieme: in quest'occasione i due hanno finalmente modo di baciarsi. 
Un mese dopo. Serra arriva preoccupato al RIS, comunicando che Pugliese è scappato dall'ospedale. Quello che apparentemente poteva sembrare uno scherzo è invece realtà: Lucia, infatti, riceve una telefonata da Mario Pugliese, che le dice che non è ancora finita.
- Altri interpreti: Giorgia Salari (Tiziana), Gioia Marzocchi (Tosca Leonetti), Davide Paganini (Attilio Lanciani), Fabiola Balestriere (Erika Pugliese), Giorgia Trasselli (madre di Stinco).
- Ascolti Italia: 4.820.000 telespettatori - 19,40% share[8]